# Geminga
Geminga ist ein Pulsar im Sternbild Zwillinge (lateinisch Gemini). Die Entfernung beträgt etwa 800 Lichtjahre, ist jedoch mit großer Ungenauigkeit behaftet. Geminga ist nach dem Pulsar PSR J0108-1431 der erdnächste bekannte Pulsar und teilt sich diesen zweiten Platz in etwa mit dem Vela-Pulsar.
Der Name leitet sich von GEMINi GAmma ray source (Gemini-Gammastrahlenquelle) ab. Geminga wurde 1972 mit Hilfe des Satelliten SAS-2 entdeckt und ist die zweithellste bekannte Quelle für Gammastrahlung von über 100 MeV Energie (die hellste ist der Vela-Pulsar und die dritthellste der Pulsar im Krebsnebel). 1992 konnte der Röntgensatellit ROSAT eine Periodizität der Strahlung von 0,237 Sekunden nachweisen, womit Geminga einen Pulsar darstellt. Im Gegensatz zu anderen bekannten Pulsaren emittiert Geminga jedoch nur schwach im Radiobereich.

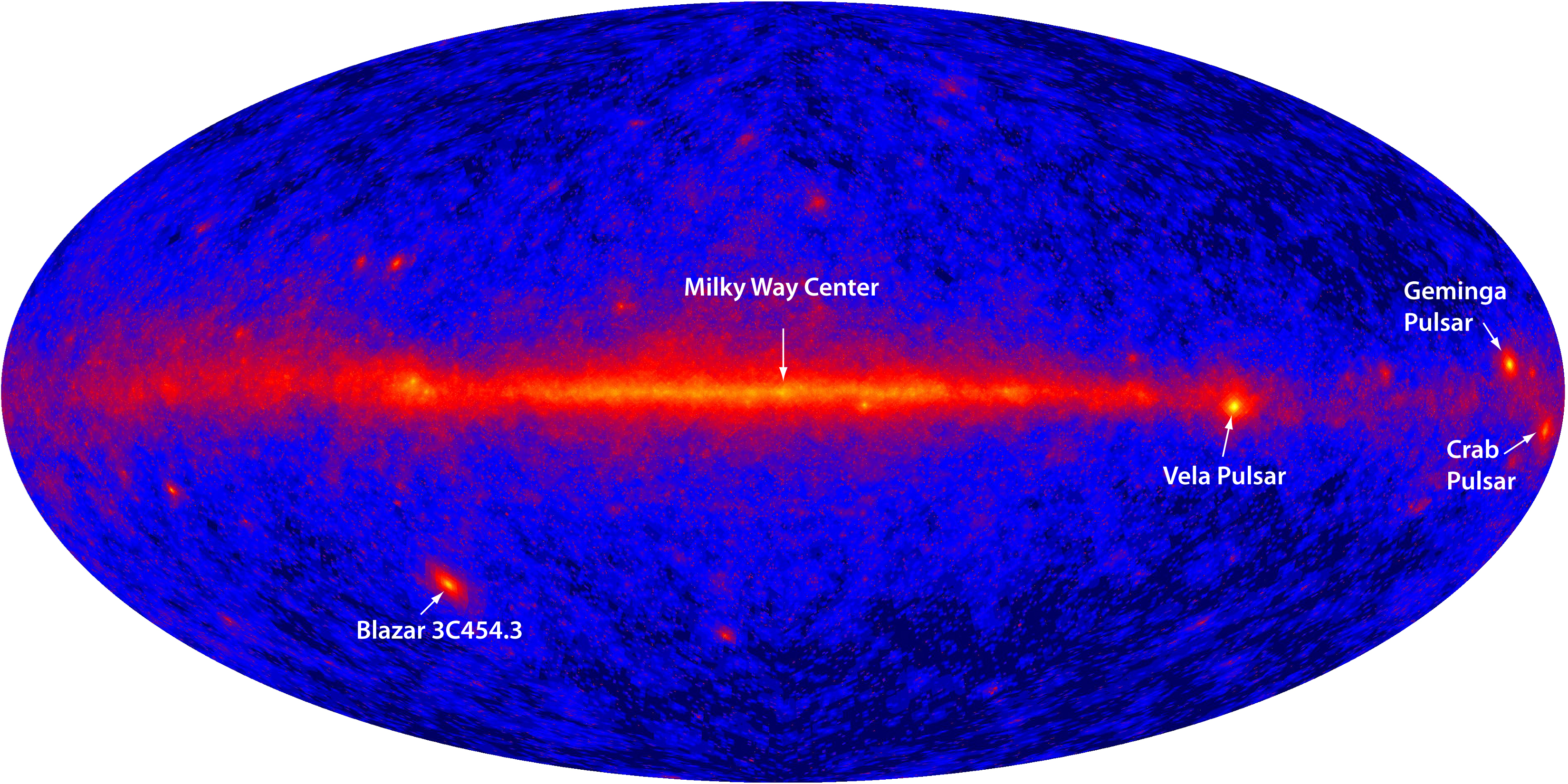
Position von Geminga in der Milchstraße (NASA/DOE/International LAT Team)

Geminga entstand vor circa 300.000 Jahren bei einer Supernovaexplosion. Diese Explosion ist einigen Theorien zufolge die Ursache für die relativ geringe Dichte an interstellarer Materie in der Umgebung des Sonnensystems. Dieses Phänomen wird als Lokale Blase bezeichnet.
Messungen von Variationen der Periode der Gammapulse von Geminga legten 1998 die mögliche Existenz eines Begleiters in einer Umlaufbahn um Geminga nahe. Spätere Beobachtungen sahen dann aber im timing noise die wahrscheinlichere Erklärung; die Planetenhypothese wird nicht mehr weiterverfolgt.